# Milón z Krotónu

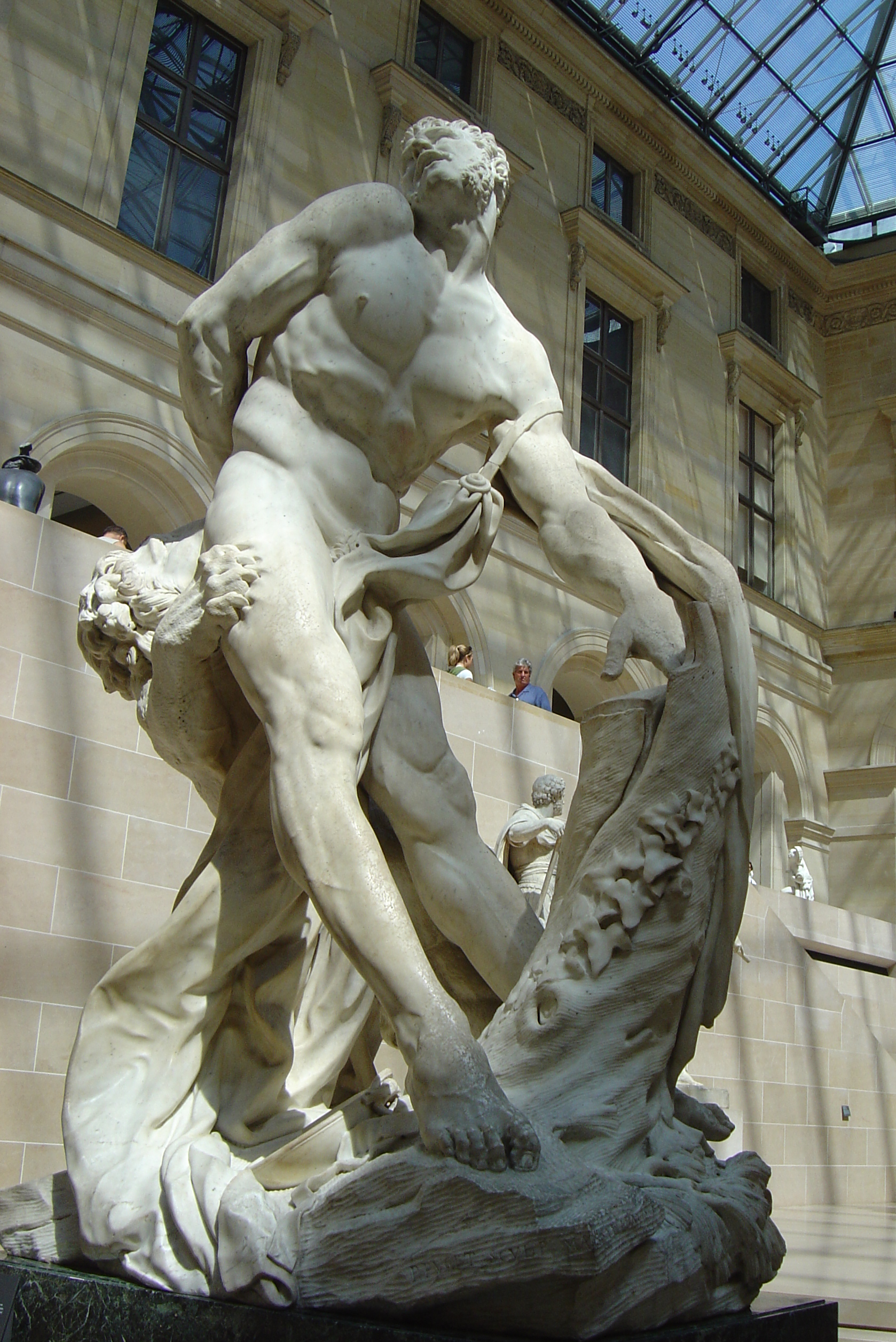
Pugetova socha Milóna

Milón z Krotónu byl zápasník, který žil v 6. století př. n. l. Reprezentoval město Krotón (dnešní Crotone). V roce 540 př. n. l. zvítězil v soutěži mládeže v Olympii, mezi dospělými vyhrál pět následujících olympiád po sobě. Také zvítězil desetkrát na isthmických hrách, devětkrát na nemejských hrách a sedmkrát na pýthijských hrách v Delfách. Téměř čtvrt století nebyl nikým poražen.
Milón platil za nejsilnějšího člověka své doby a vyprávěly se o něm různé historky, které zaznamenali Diodóros Sicilský, Strabón, Plinius starší nebo Hérodotos. Ti o něm uvádí, že byl přítelem filozofa Pythagora, který mu dal svoji dceru za manželku. Když se při hostině v Pythagorově domě propadl strop, držel ho nad hlavou, dokud všichni neutekli do bezpečí. Milón měřil údajně přes dva metry. Když vzal mezi prsty granátové jablko, nikdo nedokázal jeho ruku sevřít tak, aby se ovoce rozmáčklo. Byl dáván i za vzor občanských ctností, v roce 510 se vyznamenal ve válečné výpravě Krotónských proti městu Sybaris. Podle historických záznamů zemřel tak, že šel po lese a uviděl strom, který dřevorubci podélně rozštípli a vrazili do otvoru klíny. Po té chtěl zkusit, jestli strom dokáže roztrhnout, ale jak obě poloviny roztáhl od sebe, klíny vypadly, pružné dřevo se opět spojilo a uvěznilo silákovy ruce. V opuštěné krajině se nedovolal pomoci a sežrali ho vlci.
Osobnost Milóna z Krotónu inspirovala četné výtvarné umělce: Pierre Puget, Étienne-Maurice Falconet, Alessandro Vittoria, Joseph-Benoît Suvée nebo James Barry. Zmiňuje se o něm také François Rabelais v románu Gargantua a Pantagruel.